# 煖訾
煖訾（?—前121年），又寫為援訾，匈奴趙王，在漢武帝時歸降漢朝，封潦侯，謚潦悼侯。

## 生平
煖訾原為匈奴趙王，歸降漢武帝後，前120年（漢元狩元年），封潦侯。前121年（漢元狩二年），煖訾過世。